# Aristide Canosani
Aristide Canosani (Ravenna, 24 dicembre 1935) è un politico e dirigente d'azienda italiano.

## Biografia
Iscritto al Partito Socialista Italiano dal 1964, ha iniziato la carriera amministrativa nel 1967 presso i servizi gestione alloggi dello IACP di Ravenna; a lungo consigliere comunale, è stato eletto sindaco della città per due mandati: il primo dal 1969 al 1976 e il secondo dal 1977 al 1980.
Nel 1984 è entrato nel consiglio d'amministrazione della Banca del Monte di Bologna e Ravenna, e nell'agosto 1985 ne è divenuto presidente. Nel gennaio 1996 è nominato presidente di Rolo Banca 1473. Dal 2002 al 2008 è stato presidente di Unicredit Banca.